# Marville, Meuse
Marville là một xã thuộc tỉnh Meuse trong vùng Grand Est đông nam nước Pháp. Xã này nằm ở khu vực có độ cao trung bình 272 mét trên mực nước biển.

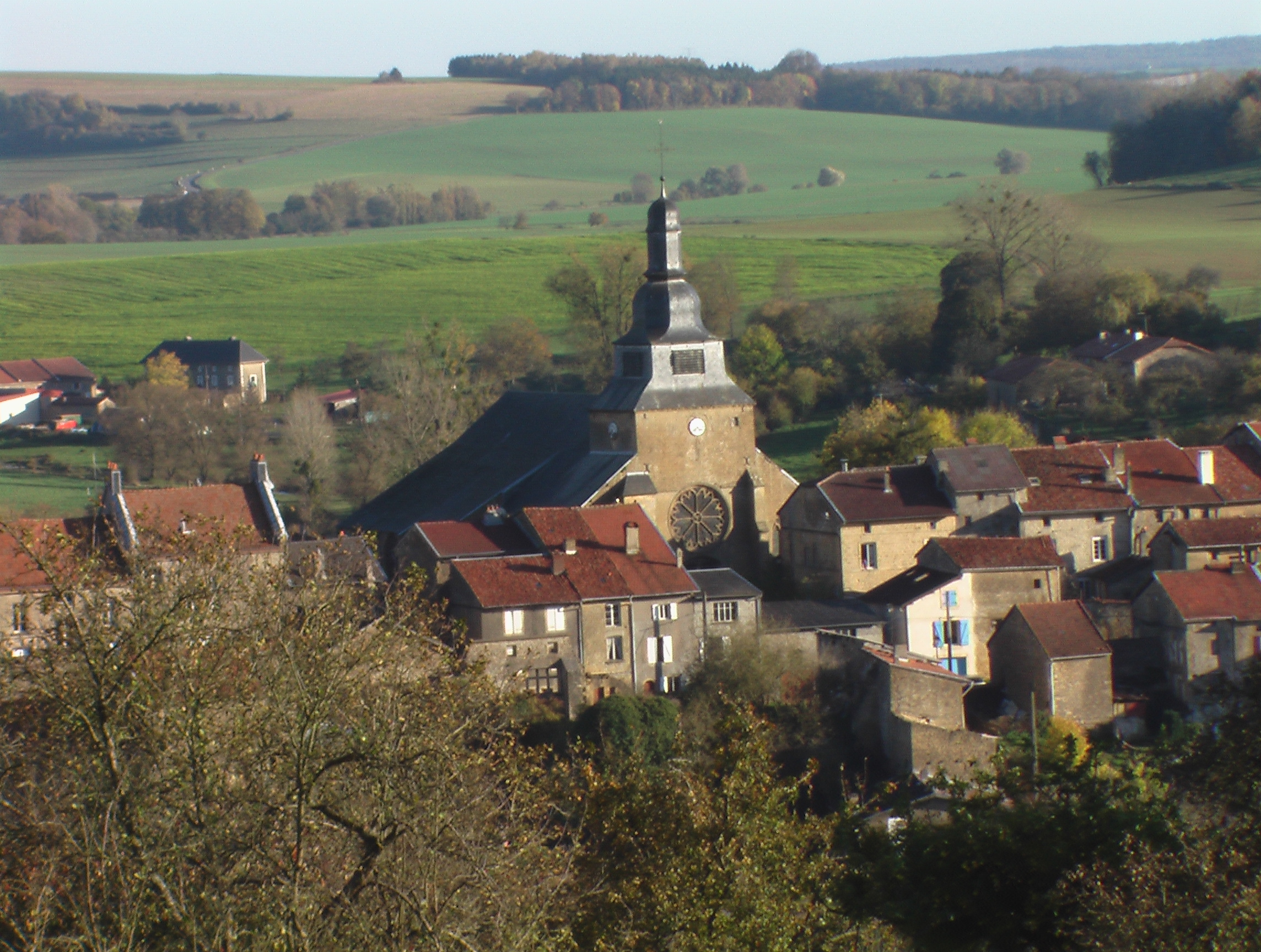
Marville

Marville nằm ở tả ngạn sông Othain, sông tạo thành phần lớn ranh giới phía đông.